# Héric
Pour les articles homonymes, voir Héric (homonymie).
Pour l’article ayant un titre homophone, voir Eric (homonymie).
Héric est une commune de l'Ouest de la France, située dans le département de la Loire-Atlantique, en région Pays de la Loire.
Cette commune du Pays nantais fait partie de la Bretagne historique.

## Géographie

Situation de la commune d'Héric dans le département de la Loire-Atlantique.

Héric est située à 25 km au nord de Nantes, sur la voie express Nantes-Rennes.
| Blain                 | La Chevallerais          | Saffré         |
|                       | Héric                    | Nort-sur-Erdre |
| Notre-Dame-des-Landes | Grandchamp-des-Fontaines | Casson         |

### Climat
Pour des articles plus généraux, voir Climat des Pays de la Loire et Climat de la Loire-Atlantique.
En 2010, le climat de la commune est de type climat océanique franc, selon une étude du CNRS s'appuyant sur une série de données couvrant la période 1971-2000. En 2020, Météo-France publie une typologie des climats de la France métropolitaine dans laquelle la commune est exposée à un climat océanique et est dans la région climatique  Bretagne orientale et méridionale, Pays nantais, Vendée, caractérisée par une faible pluviométrie en été et une bonne insolation.
Pour la période 1971-2000, la température annuelle moyenne est de 12 °C, avec une amplitude thermique annuelle de 13,3 °C. Le cumul annuel moyen de précipitations est de 752 mm, avec 12 jours de précipitations en janvier et 6,3 jours en juillet. Pour la période 1991-2020, la température moyenne annuelle observée sur la station météorologique de Météo-France la plus proche, sur la commune de Blain à 11 km à vol d'oiseau, est de 12,1 °C et le cumul annuel moyen de précipitations est de 837,6 mm,. Pour l'avenir, les paramètres climatiques de la commune estimés pour 2050 selon différents scénarios d'émission de gaz à effet de serre sont consultables sur un site dédié publié par Météo-France en novembre 2022.

## Urbanisme

### Typologie
Au 1er janvier 2024, Héric est catégorisée commune rurale à habitat dispersé, selon la nouvelle grille communale de densité à sept niveaux définie par l'Insee en 2022.
Elle appartient à l'unité urbaine de Héric, une unité urbaine monocommunale constituant une ville isolée,. Par ailleurs la commune fait partie de l'aire d'attraction de Nantes, dont elle est une commune de la couronne,. Cette aire, qui regroupe 116 communes, est catégorisée dans les aires de 700 000 habitants ou plus (hors Paris),.

### Occupation des sols
L'occupation des sols de la commune, telle qu'elle ressort de la base de données européenne d’occupation biophysique des sols Corine Land Cover (CLC), est marquée par l'importance des territoires agricoles (89,1 % en 2018), en diminution par rapport à 1990 (95,3 %). La répartition détaillée en 2018 est la suivante : 
zones agricoles hétérogènes (65 %), prairies (13,8 %), terres arables (10,3 %), forêts (5,2 %), zones urbanisées (4,2 %), zones industrielles ou commerciales et réseaux de communication (0,9 %), espaces verts artificialisés, non agricoles (0,5 %), eaux continentales (0,2 %). L'évolution de l’occupation des sols de la commune et de ses infrastructures peut être observée sur les différentes représentations cartographiques du territoire : la carte de Cassini (XVIIIe siècle), la carte d'état-major (1820-1866) et les cartes ou photos aériennes de l'IGN pour la période actuelle (1950 à aujourd'hui).

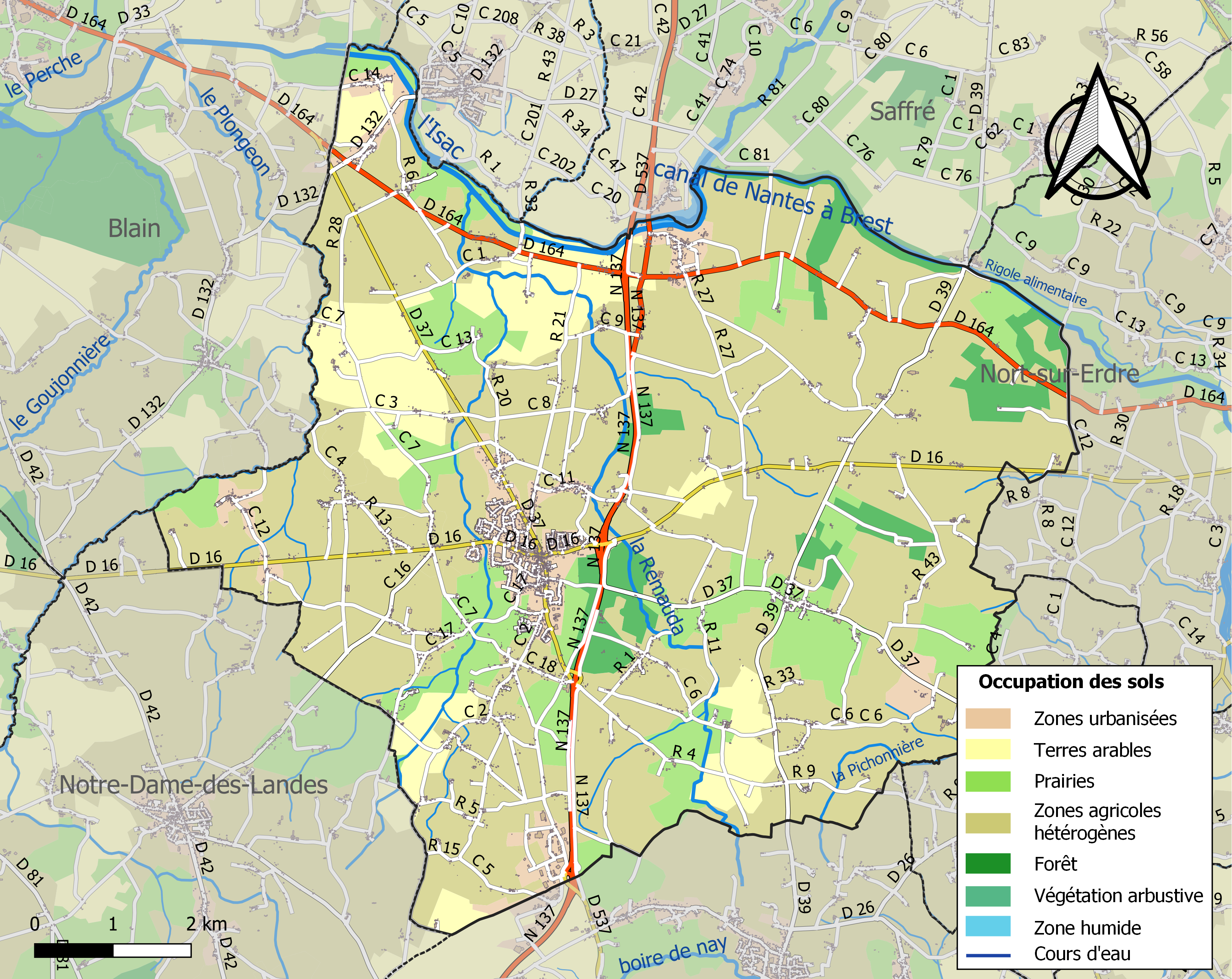
Carte des infrastructures et de l'occupation des sols de la commune en 2018 (CLC).

## Toponymie
Le nom de la localité est attesté sous les formes Hyhariacum au XIe siècle dans le cartulaire du Ronceray d'Angers et Hyeric dans le cartulaire de Redon au XIIe siècle. il est encore mentionné sous les formes Hiheric ou Yeric du XIIIe au XVe siècle,,, selon les différents scripteurs et recteurs et s'orthographie définitivement Héric au début du XVIIe siècle.
Il s'agit d'une formation toponymique gallo-romane en -(i)acum, suffixe d'origine gauloise désignant le lieu, puis la propriété. Le passage de l'élément -IACU (noté -iacum dans les formes les plus anciennes latinisées) à -ic s'explique par l'influence du breton sur l'évolution romane régulière qui aurait dû se faire en -(a)y ou -é. En effet, les toponymes des alentours terminé par le suffixe -(i)acum ont tous évolué dans ce sens cf. Saffré, Issé, Sucé, Ligné, etc.
Le premier élément Her- s'explique par l'anthroponyme germanique Hithar,, dont le [t] intervocalique s'est régulièrement amuï par la suite en langue d'oïl, d'où la contraction Her-. Le sens global est donc celui de « propriété d'Hithar ».
Erwann Vallerie distingue plutôt une latinisation puis une bretonnisation d'un hydronyme d'origine gauloise, Isariācon.
Héric possède un nom en gallo, la langue d'oïl locale, écrit Éri selon les écritures MOGA et ABCD. En gallo, le nom de la commune se prononce [eʁi], la variante [əʁi] a également été relevée.
Le nom est Hierig en breton à partir de la fin du XXe siècle.

## Histoire
Héric est composé d'un bourg principal et de plusieurs hameaux qui correspondent en majeure partie aux anciens fiefs et sieuries qui existaient avant la révolution française et dont on retrouve les noms sur les cartes de Cassini,,,,
C'est à Saint-Félix, futur évêque de Nantes, que la tradition attribue la création de la paroisse de Héric vers 549.
L'église Saint-Nicolas a été reconstruite au XIXe siècle à l'emplacement de l'ancienne église détériorée pendant la Révolution. La chapelle du Rosaire été ajoutée devant elle et une autre, de la même époque, dans le cimetière situé à l'extrémité du bourg sur la route de Nantes.
Avant la Révolution, outre l'église, on dénombrait plusieurs chapelles aujourd'hui disparues : la chapelle Sainte-Honorée du nom de l'Abbaye au lieu-dit Bout-de-Bois, les chapelles de Saint-Hubert, de la Primais, du Haut-Fay, du Haut-Brossay. La chapelle du château du Chalonge, n'étant pas visible depuis l'extérieur n'a pas été détruite. Elle est encore visible au Domaine du Chalonge.

### Époque romaine
Les Romains se sont établis à Héric après avoir découvert une mine de fer entre les lieux de Néron et du Haut-Brossay. Ils exploitèrent ce fer au lieu-dit la Forgette. Les fouilles de l'archéologue Léon Maitre y ont mis au jour des briques ainsi que des pièces de bronze et d'argent.

### Moyen Âge
C'est sur la terre nommée Boudené (Bout-de-Bois), au nord de Héric, sur les bords de la rivière Isar, que le comte de Nantes Hoël III le Désavoué, dernier de la lignée des Comtes de Cornouaille, prétendant au Duché de Bretagne en 1148, a fait élever le prieuré Sainte-Honorine. Ce prieuré qu'il donne à l'abbaye de Marmoutier fait partie de la dot de sa fille qu'il consacre à Dieu dès le 13 août 1149 en l'abbaye des Couëts.
L'histoire des ducs de Bretagne n'a retenu que l'initiale O du prénom de cette jeune fille, mais la tradition héricoise la prénomme Odeline et affirme que cette demoiselle se réfugia à Bout-de-bois des suites d'un chagrin d'amour.
En 1070, Guegon de Blain, cité en 1090 et 1133 dans le cartulaire de Redon, est seigneur de Blain et de Héric,.
La seigneurie de Héric détenue par le seigneur de Blain passe, vers 1150, dans la maison de Pontchâteau par le mariage d'Agnès de Blain et d'Olivier de Pontchâteau.
Vers 1200, Constance de Pontchâteau épouse Guillaume II de Clisson, dit le Jeune et transmet la seigneurie de Héric à la Maison de Clisson où elle restera jusqu'en 1407, date du mariage de Béatrix, fille ainée du Connétable de France Olivier V de Clisson l'éborgné d'Auray, avec Alain VIII de Rohan.

### DuXVIeauXVIIIesiècle
La seigneurie de Héric se transmet en 1515 à la Branche de Rohan-Gié par le mariage d'Anne de Rohan avec son cousin Pierre II.
Dans la seconde partie du XVIe siècle, à la suite de leurs seigneurs Henri Ier de Rohan-Gié et René II de Rohan-Gié tous deux fils d'Isabeau d'Albret, une partie de la population de Héric et notamment une partie de ses notables, est sensibilisée voire se convertit au calvinisme,. Un des vicaires de Héric y est assassiné en 1565 sans que ses meurtriers ne soient pourchassés ni dénoncés par la population.
En 1642, les trois anciennes châtellenies : Blain, Héric et Fresnay sont réunies en une seule juridiction par Louis XIII, puis érigée en marquisat par Louis XIV en 1660 à la requête de sa cousine Marguerite duchesse de Rohan et princesse de Léon.
Le marquisat de Blain s'étendait sur dix-sept paroisses : Blain, Fay-de-Bretagne, Vigneux-de-Bretagne, Bouvron, Saffré, Héric, Fresnay, Grandchamp-des-Fontaines, Sucé-sur-Erdre, Puceul, Vay, Guémené-Penfao, Campbon, Plessé, Guenrouët, Fégréac et Avessac.
En 1645, la seigneurie de Héric est transmise à la famille Chabot. Marguerite de Rohan-Gié Princesse de Léon, Duchesse de Rohan et de Porhoët, Dame de Blain, de Héric, de Fresnay, de la Garnache, unique héritière, épouse en 1ères noces Henri Chabot seigneur de Jarnac, d'Apremont, marquis de Saint Aulaye, baron de Mouchamps, qui prend le nom de Henri II de Rohan-Chabot. Héric restera dans cette maison jusqu'à la révolution française.
Une verrerie d'art est créée à Héric en 1588 par Giovanni Ferro « Gentilhomme de l'art et de la science de la verrerie », natif de l'Altare, au Marquisat de Monferrat en Italie. Il fut naturalisé français en 1596 par décret du Roi de France Henri IV.
Jean Leray, Maître Cordonnier, né le 5 juin 1616 à Héric, bénéficia en son temps d'une certaine notoriété, il prit le "titre" de "Sieur de la Pantoufle", un terme en qui l'abbé Beziau voit un exemple de "spiritualité et de française malice".
Héric et ses environs étaient à l'origine couverts d'une épaisse forêt. Elle disparaîtra presque entièrement dans le courant du XVIIIe siècle du fait de l'exploitation humaine.

## Population et société

### Démographie
Selon le classement établi par l'Insee, Héric est une ville isolée qui fait partie de l'aire urbaine et de la zone d'emploi de Nantes et du bassin de vie de Treillières. Toujours selon l'Insee, en 2010, la répartition de la population sur le territoire de la commune était considérée comme « peu dense » : 89 % des habitants résidaient dans des zones « peu denses »  et 11 % dans des zones « très peu denses ».

#### Évolution démographique
En 1871, la commune cède une partie de son territoire, conjointement avec Fay-de-Bretagne, pour permettre la création de Notre-Dame-des-Landes.
L'évolution du nombre d'habitants est connue à travers les recensements de la population effectués dans la commune depuis 1793. Pour les communes de moins de 10 000 habitants, une enquête de recensement portant sur toute la population est réalisée tous les cinq ans, les populations de référence des années intermédiaires étant quant à elles estimées par interpolation ou extrapolation. Pour la commune, le premier recensement exhaustif entrant dans le cadre du nouveau dispositif a été réalisé en 2005.

En 2022, la commune comptait 6 528 habitants, en évolution de +10,08 % par rapport à 2016 (Loire-Atlantique : +6,68 %, France hors Mayotte : +2,11 %).
| 1793  | 1800  | 1806  | 1821  | 1831  | 1836  | 1841  | 1846  | 1851  |
| ----- | ----- | ----- | ----- | ----- | ----- | ----- | ----- | ----- |
| 2 815 | 2 645 | 2 751 | 3 116 | 3 349 | 3 599 | 3 927 | 3 804 | 4 474 |

| 1856  | 1861  | 1866  | 1872  | 1876  | 1881  | 1886  | 1891  | 1896  |
| ----- | ----- | ----- | ----- | ----- | ----- | ----- | ----- | ----- |
| 4 540 | 4 595 | 4 691 | 4 161 | 4 248 | 4 244 | 4 233 | 4 048 | 3 950 |

| 1901  | 1906  | 1911  | 1921  | 1926  | 1931  | 1936  | 1946  | 1954  |
| ----- | ----- | ----- | ----- | ----- | ----- | ----- | ----- | ----- |
| 3 843 | 3 895 | 3 812 | 3 280 | 3 240 | 3 111 | 3 054 | 2 956 | 2 800 |

| 1962  | 1968  | 1975  | 1982  | 1990  | 1999  | 2005  | 2006  | 2010  |
| ----- | ----- | ----- | ----- | ----- | ----- | ----- | ----- | ----- |
| 2 624 | 2 531 | 2 521 | 3 140 | 3 378 | 3 990 | 4 764 | 4 813 | 5 276 |

| 2015  | 2020  | 2022  | - | - | - | - | - | - |
| ----- | ----- | ----- | - | - | - | - | - | - |
| 5 876 | 6 407 | 6 528 | - | - | - | - | - | - |

#### Pyramide des âges
La population de la commune est relativement jeune.
En 2018, le taux de personnes d'un âge inférieur à 30 ans s'élève à 39,3 %, soit au-dessus de la moyenne départementale (37,3 %). À l'inverse, le taux de personnes d'âge supérieur à 60 ans est de 18,9 % la même année, alors qu'il est de 23,8 % au niveau départemental.
En 2018, la commune comptait 3 070 hommes pour 3 098 femmes, soit un taux de 50,23 % de femmes, légèrement inférieur au taux départemental (51,42 %).
Les pyramides des âges de la commune et du département s'établissent comme suit.
| Hommes | Classe d’âge | Femmes |
| ------ | ------------ | ------ |
| 0,5    | 90 ou +      | 1,8    |
| 4,7    | 75-89 ans    | 5,1    |
| 12,2   | 60-74 ans    | 13,5   |
| 21,7   | 45-59 ans    | 19,9   |
| 20,6   | 30-44 ans    | 21,2   |
| 17,0   | 15-29 ans    | 16,7   |
| 23,4   | 0-14 ans     | 21,7   |

| Hommes | Classe d’âge | Femmes |
| ------ | ------------ | ------ |
| 0,6    | 90 ou +      | 1,8    |
| 6      | 75-89 ans    | 8,6    |
| 15,1   | 60-74 ans    | 16,4   |
| 19,4   | 45-59 ans    | 18,8   |
| 20,1   | 30-44 ans    | 19,3   |
| 19,2   | 15-29 ans    | 17,4   |
| 19,5   | 0-14 ans     | 17,6   |

## Patrimoine et culture locale

### Lieux et monuments
- Église Saint-Nicolas
- Chapelle Notre-Dame-de-Bon-Secours
- Château de Dréneuf
- Château de la Courosserie
- Château de Challonge ou Chalonge
- Château de la Jubinière
- Château de la Prairie
- Château de Beaulieu

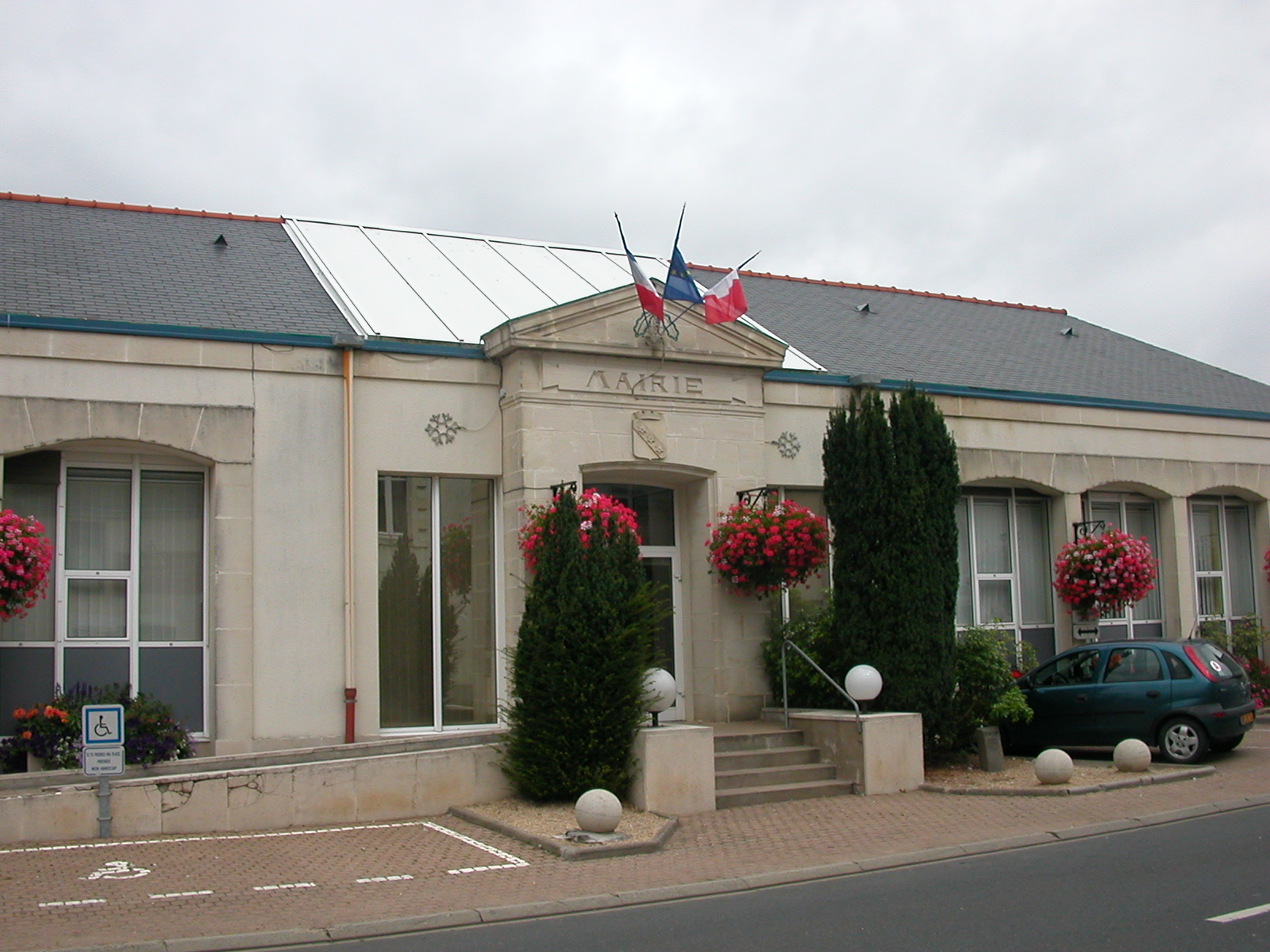
La mairie.
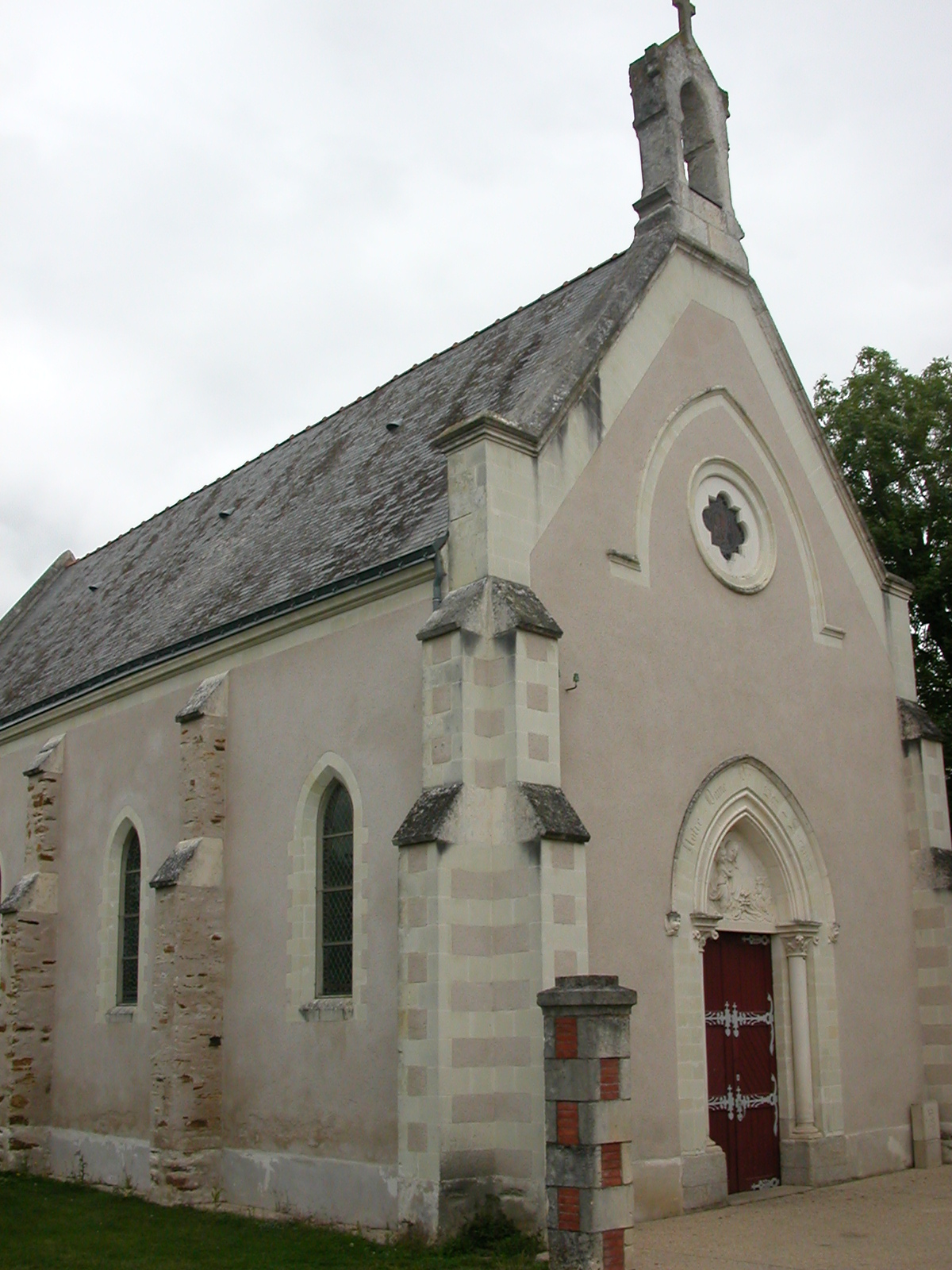
Chapelle ND du Bon-Secours.
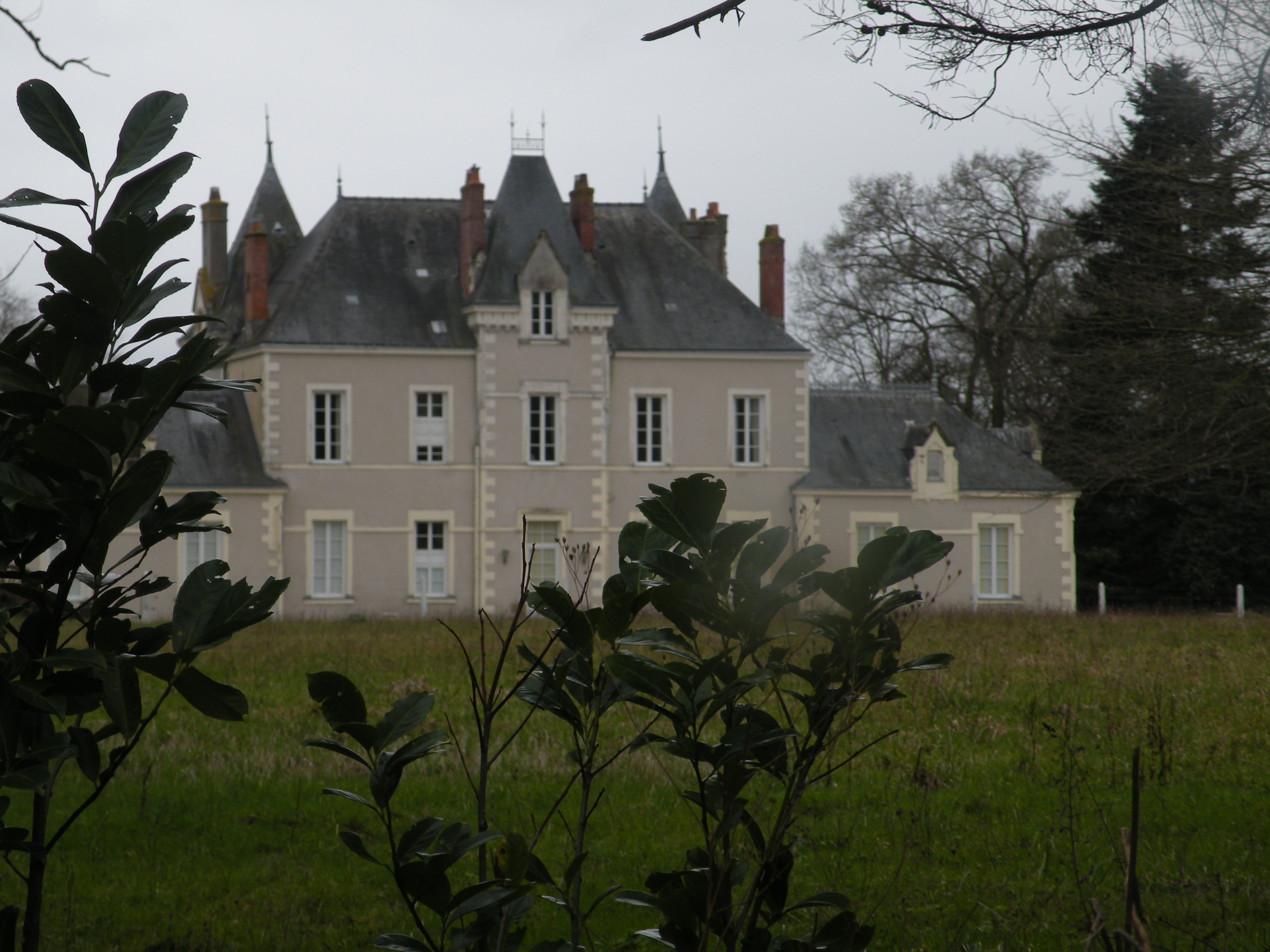
Le château de Chalonge.
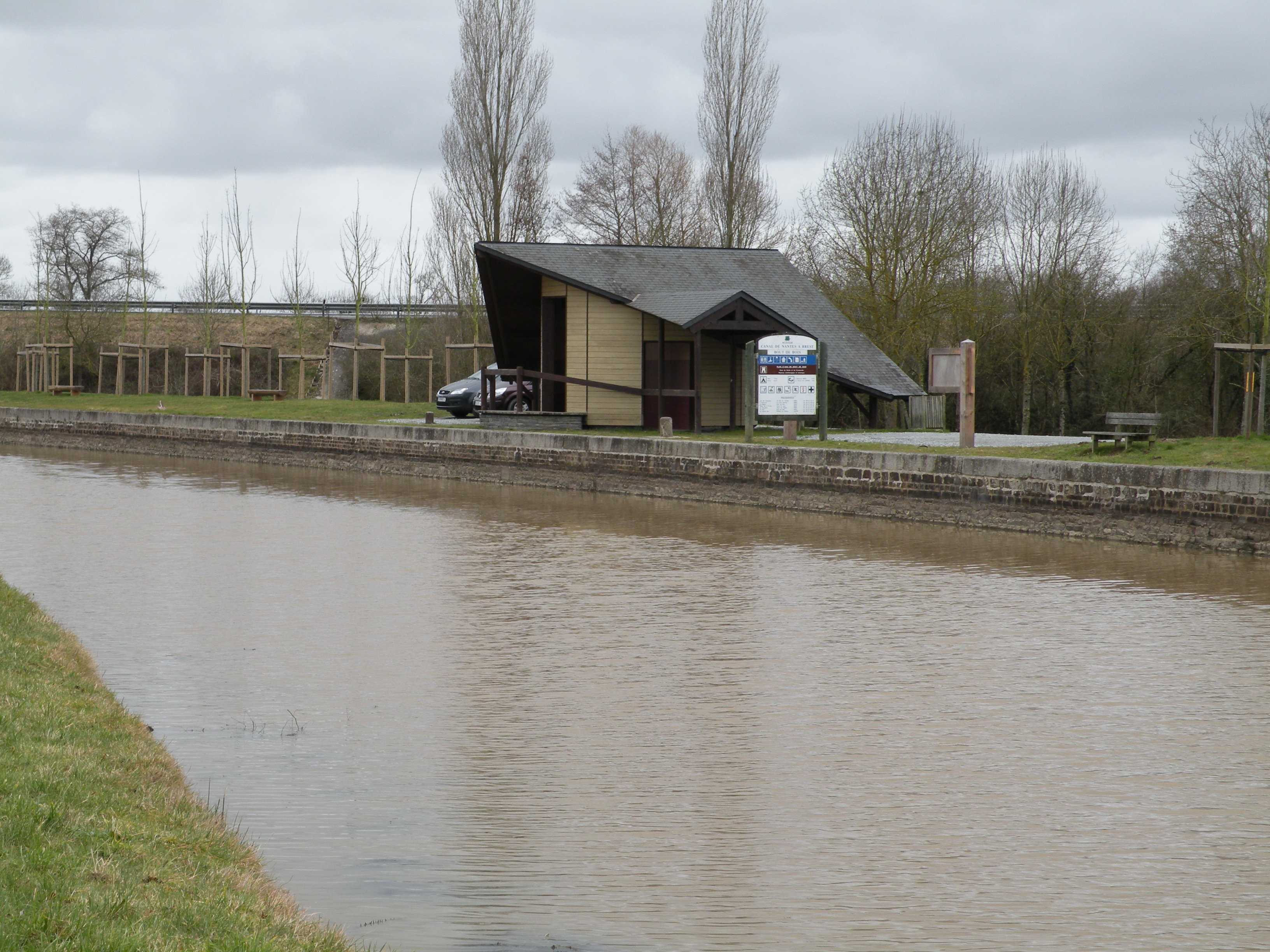
La halte nautique de Bout-de-Bois sur le canal de Nantes à Brest.
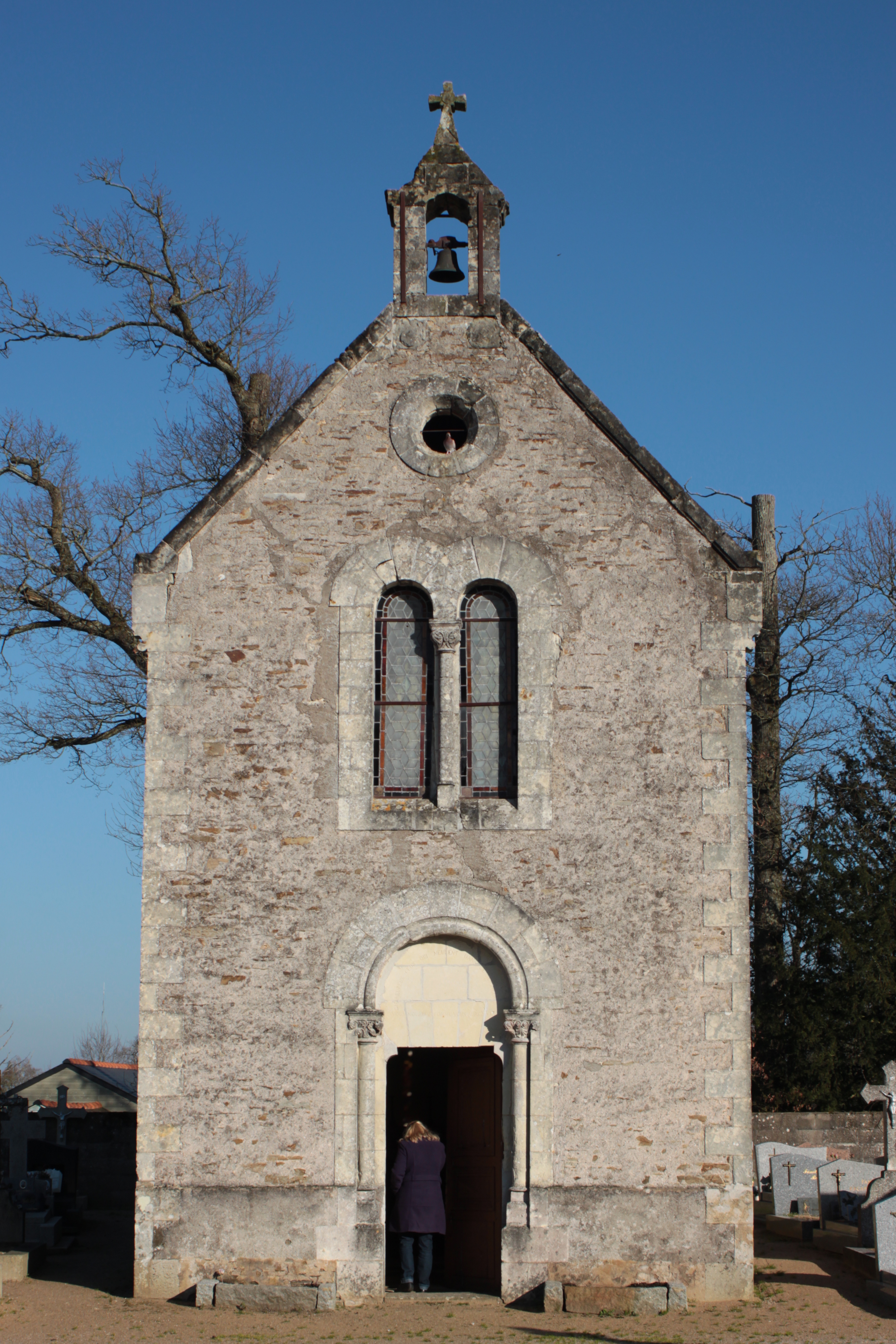
Chapelle du cimetière.

### Héraldique
| Blason | Blasonnement : D'argent à la bande de sable chargée de trois molettes d'éperon d'or. Commentaires : Blason de la famille de Collobet du Bot. Blason conçu par M. Durivault en 1961. |

### Personnalités liées à la commune
- Sidrach de Chambellé, natif de Héric, (1611-1695), seigneur de Chalonge, lieutenant-général des armées du roi , Gouverneur de Dunkerque et de Béthune.
- François Chevalier (1733-1813), député et religieux.
- Olivier Lebastard (1753-1792), religieux.
- Pierre Jean-Marie Sotin de La Coindière (1764-1810), ministre de la police.
- Mathilde Couly, mannequin et première dauphine de Miss France 2012.
- André Trillard (1947), né à Héric, sénateur maire de Saint-Gildas-des-Bois
- Paul Gaschignard (1923-2017), né à Héric, diplomate et historien.
- Paul Tessier (1917-2008), né à Héric, chirurgien.
- Marcelle Baron (1909-2011), résistante et déportée de la Seconde Guerre mondiale qui a donné son nom au collège public d'Héric.
- Céline Dion (1968), chanteuse canadienne, descendante de Thomas Morel de la Durantaye (1640-1716) dont les ancêtres Franciscus Morel (1540-?) et Juliana le Picard, Seigneur et Dame de Grémil, sont originaires de Héric[45].